# Назаровка (Первомайський район)
Наза́ровка (рос. Назаровка) — селище у складі Первомайського району Оренбурзької області, Росія.

## Населення
Населення — 345 осіб (2010; 409 у 2002).
Національний склад (станом на 2002 рік):
- росіяни — 73 %